# دزوراگیوغ، لوری

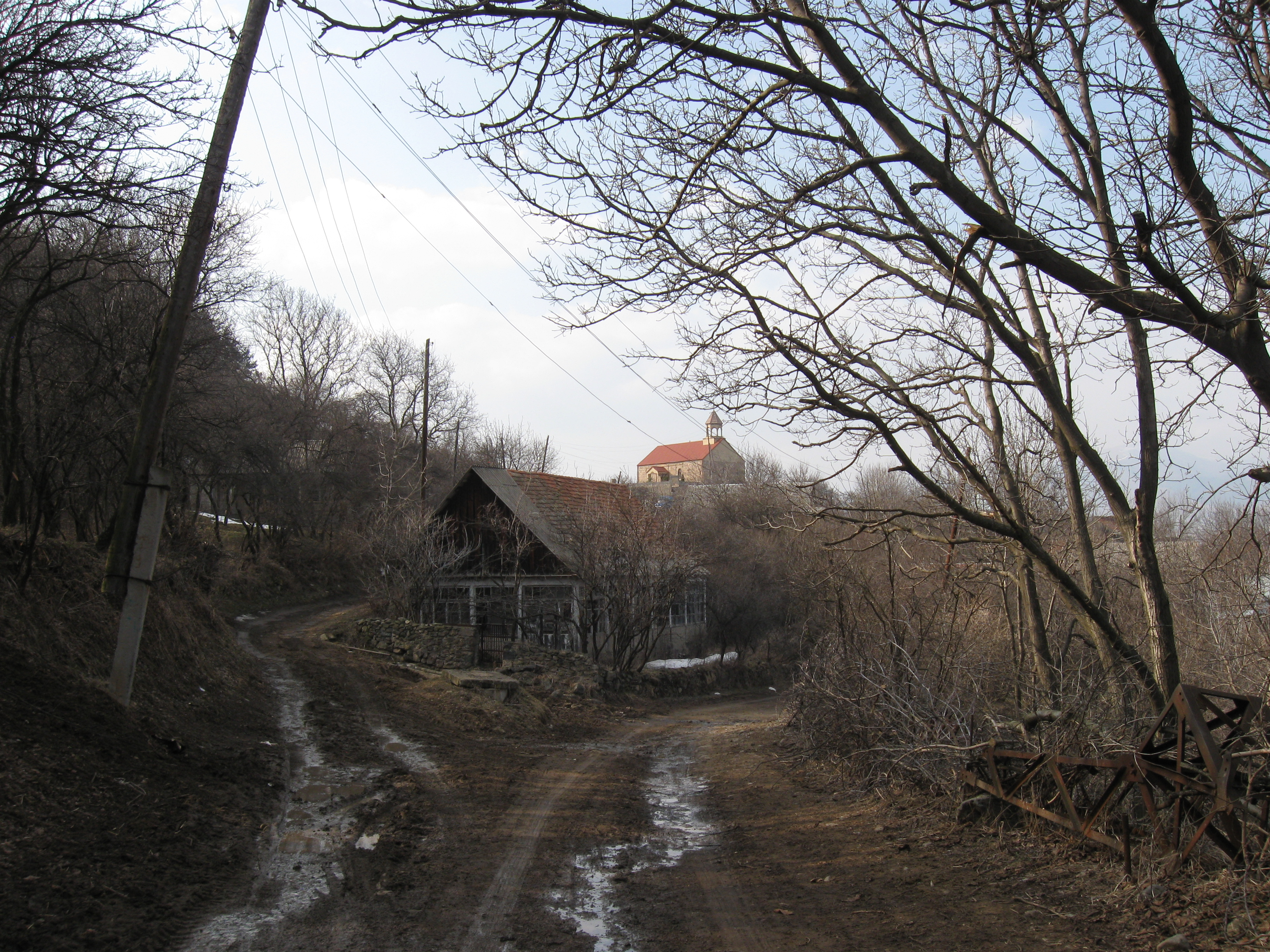
خیابانی در دزوراگیوغ

دزوراگیوغ (به ارمنی: Ձորագյուղ) یک روستا در ارمنستان است که در استان لوری واقع شده‌است.  در  کیلومتری شمال وانادزور، مرکز استان لوری واقع شده است.

## خصوصیات
دزوراگیوغ ۴۲۳ نفر 
جمعیت دارد و در ارتفاع  متر بالاتر از سطح دریا قرار گرفته است.

## نگارخانه

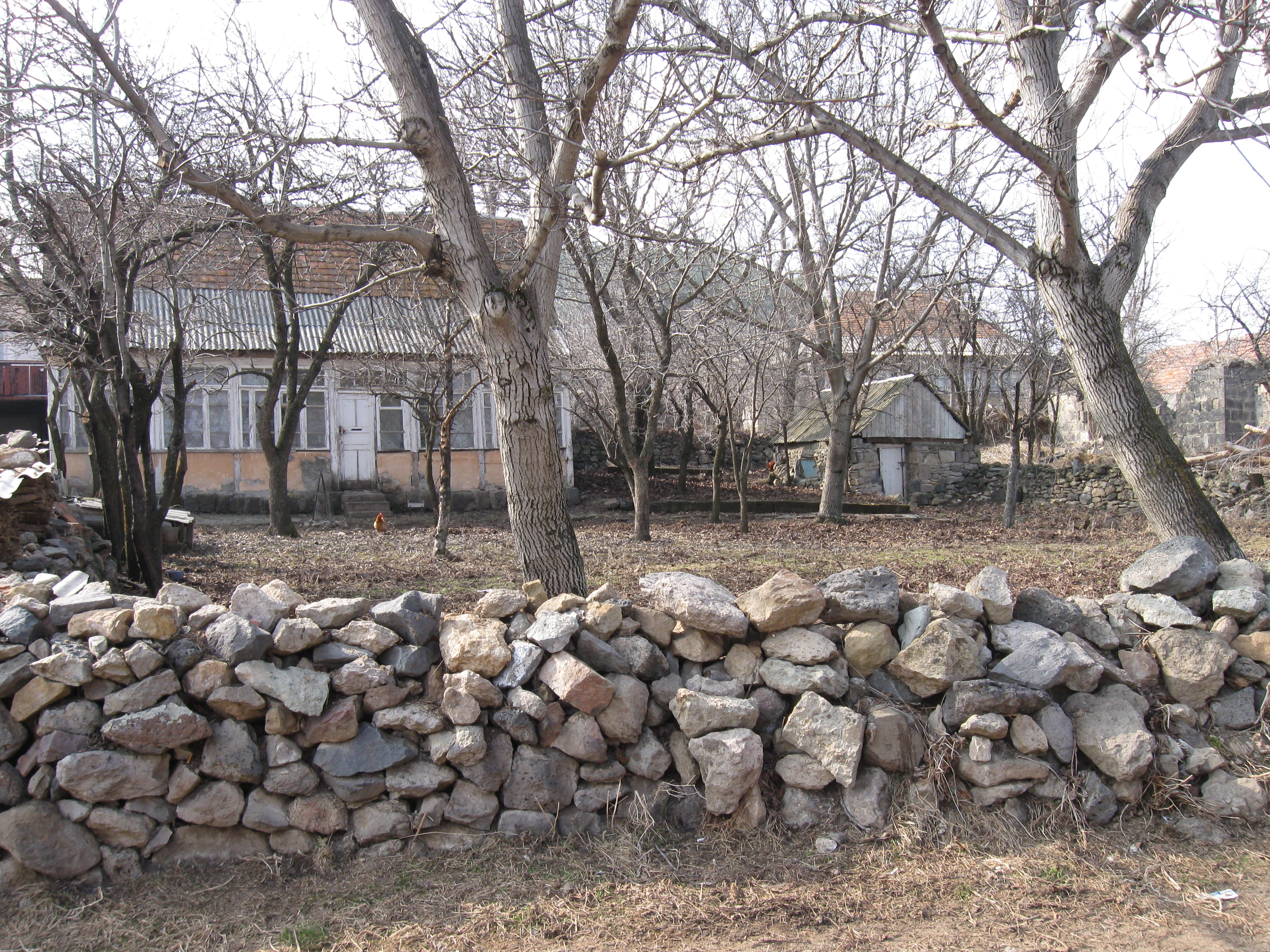
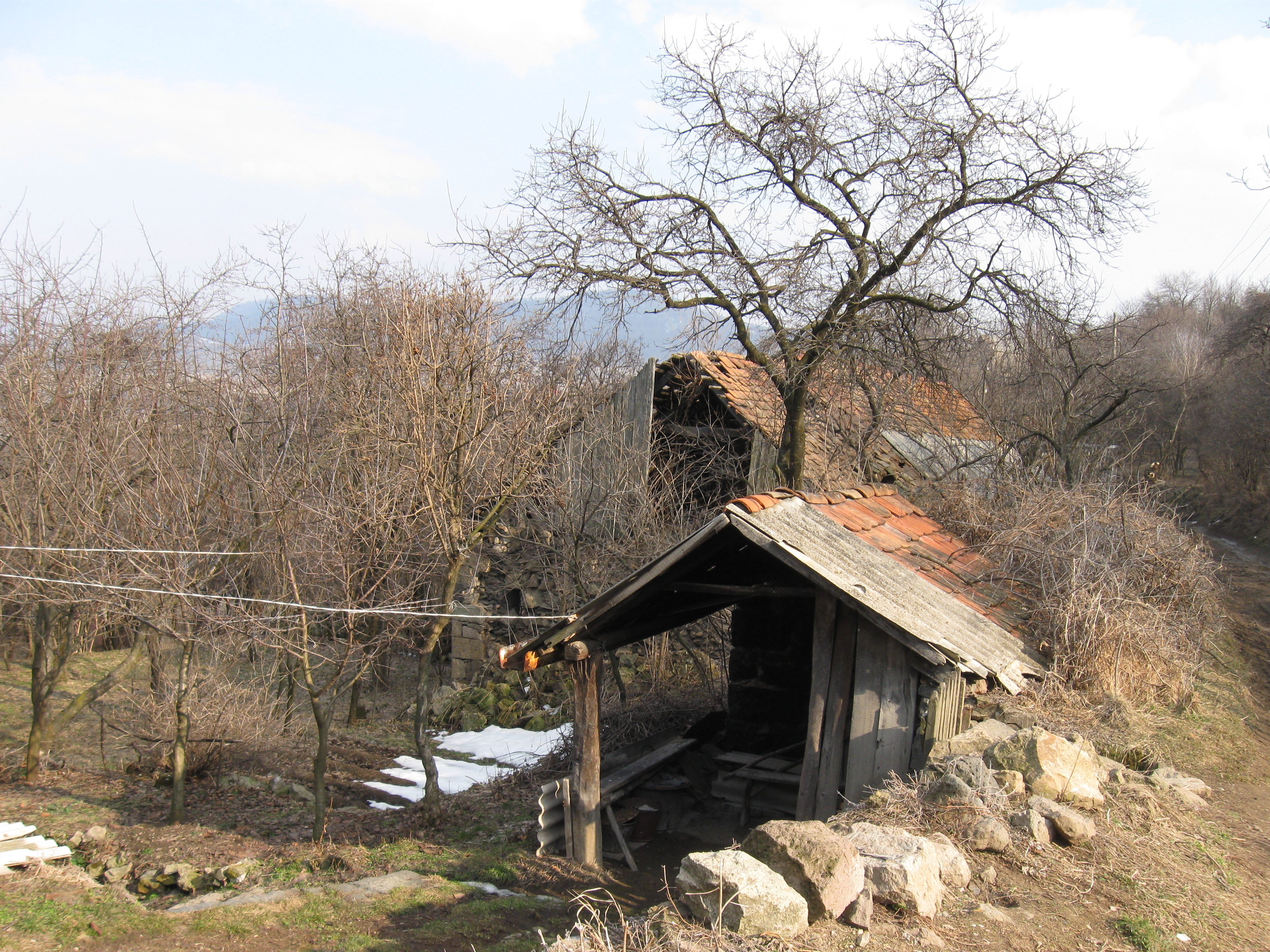
نمای روستایی
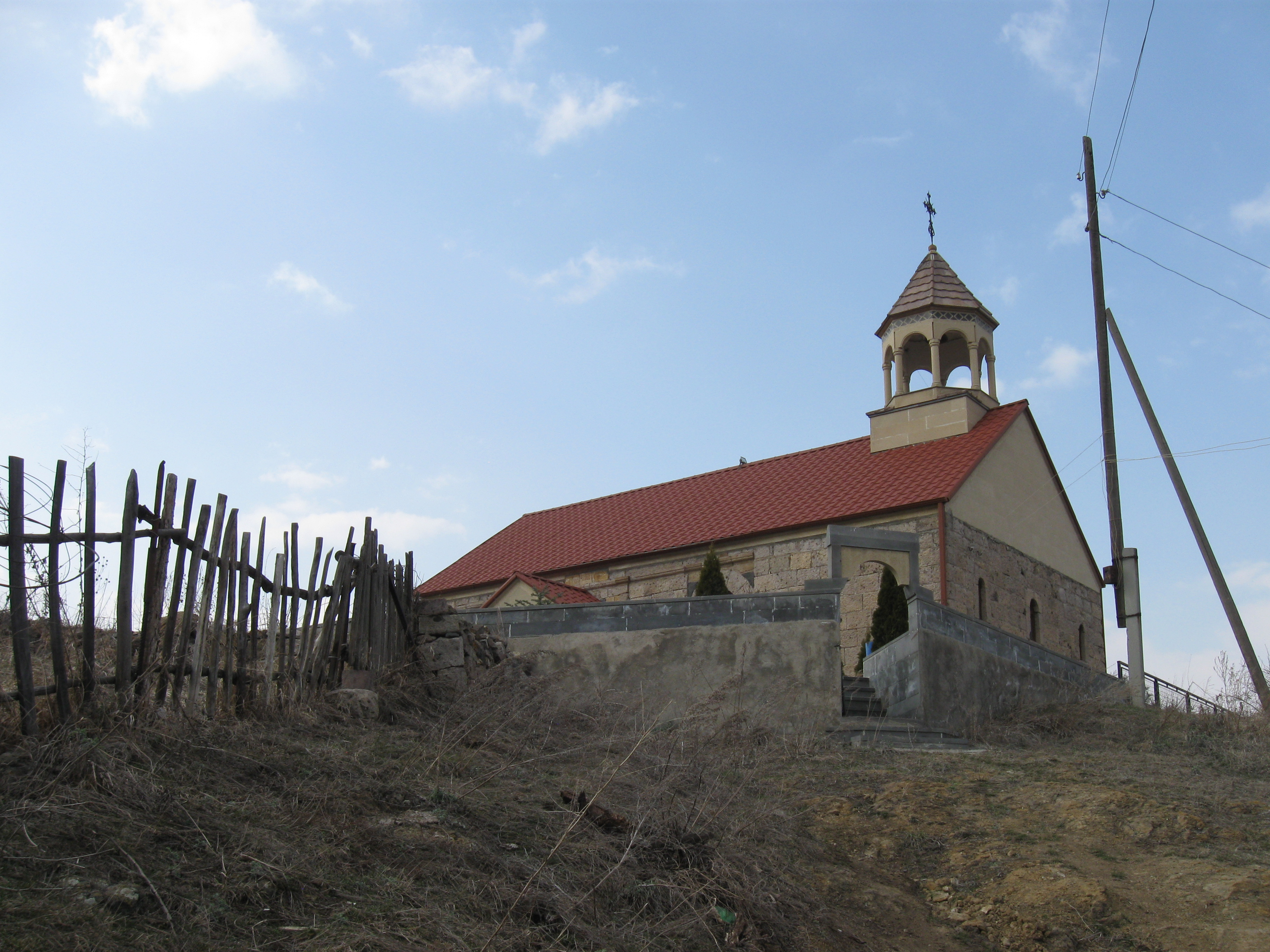
کلیسای آستواتساتسین مقدس, ۱۹۰۶
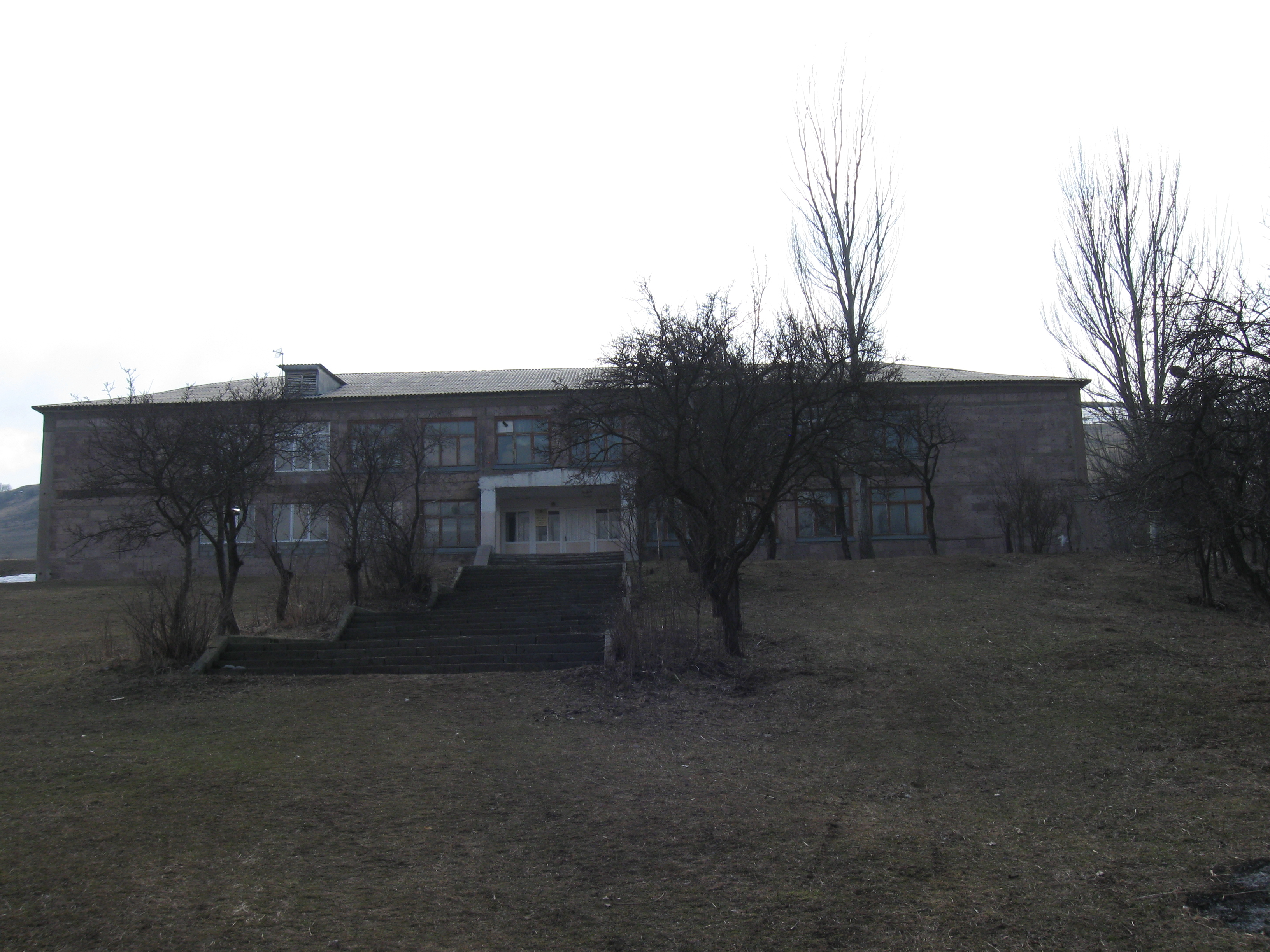
ساختمان مدرسه ابتدایی دزوراگیوغ